# Maria Chiara Giannetta
Maria Chiara Giannetta (Foggia, 20 de mayo de 1992) es una actriz italiana.

## Biografía
Maria Chiara Giannetta nació el 20 de mayo de 1992 en Foggia (Apulia), de madre enfermera y padre informático en la universidad, tiene dos hermanas y un hermano.

## Carrera
Maria Chiara Giannetta a los diez años participó en las primeras representaciones teatrales, aunque a nivel amateur, en Sant'Agata di Puglia donde pasó su infancia; cuatro años después comenzó a asistir a talleres de teatro. Por lo tanto, comenzó a estudiar actuación a una edad temprana en el teatro dei Limoni en Foggia y, a la edad de diecinueve años, ingresó en el Centro Experimental de Cinematografía en Roma. Mientras tanto, se graduó en literatura en la Universidad de Foggia.
En 2011 se involucró en el teatro con el musical Chicago, donde interpretó a Hunyak-Kitty Baxter, dirigida por Roberto Galano; la comedia musical también se presentará en 2017. En 2012, todavía en el teatro, participó en dos espectáculos, Girotondo dirigido por Guglielmo Ferraiola y Il gatto con gli stivali dirigido por Giuseppe Rascio. Entre 2012 y 2013 se ocupa del espectáculo teatral Los cuentos de Dumbledore dirigido por Paola Capuano.
En 2014 obtuvo un pequeño papel en el vigésimo quinto episodio de la novena temporada de la serie Don Matteo. En 2016 estuvo en el teatro en el elenco de Gretel. Un viaggio di solo ritorno dirigida por Roberto Galano; en el mismo año integró el elenco de la miniserie Baciato dal sole, en el papel de Angela, y apareció en el segundo episodio de la primera temporada de la serie L'allieva. También en 2016 debutó en el cine con La ragazza del mondo dirigida por Marco Danieli, en el papel de Loretta.
En 2017 interpretó a Mariella Santorini en la cuarta temporada de la serie A un paso del cielo (Un passo dal cielo). En el mismo año se unió al elenco de la cuarta temporada de la serie Che Dio ci aiuti en el papel de Asia, personaje que luego revivió en 2019 para la quinta temporada.
De 2018 a 2022, de la undécima a la decimotercera temporada, ella se unió al elenco de la serie Don Matteo, serie que había debutado en televisión en 2014, fue elegida para interpretar a la capitana de los carabineros Anna Olivieri, papel que por primera vez se le asignó en la serie. a una mujer.  En el mismo año estuvo en el cine con dos películas, Ricordi? dirigida por Valerio Mieli y Tafanos, dirigida por Riccardo Paoletti. En 2019 interpretó el papel de Elena en la película Mollami, dirigida por Matteo Gentiloni, y el papel de Alice en la película Bentornato Presidente dirigida por Giancarlo Fontana y Giuseppe G. Stasi.
En 2020 participó en el video musical del sencillo Sembro Matto de Max Pezzali dirigido por Cosimo Alemà, ambientado en el universo de Don Matteo.
En 2021 y 2023 interpretó el papel de Anna Della Rosa en la serie emitida en Canale 5 Buongiorno, mamma!, junto al actor Raoul Bova. En los mismos años fue protagonista absoluta por primera vez en Blanca, serie basada en las novelas de Patrizia Rinaldi, donde interpretó a Blanca Ferrando, una joven ciega que se convierte en asesora policial: para este papel, en 2022 fue galardonada en los Nastri d'argento para la Gran Serie como mejor actriz principal. También se encuentra entre los coanfitriones que apoyan a Amadeus en el Festival de San Remo 2022.
En 2023 participó en el elenco de la película Santocielo dirigida por Francesco Amato, junto a Ficarra e Picone, mientras que el 4 de noviembre, junto a Pierpaolo Spollon, fue bailarina por una noche en el programa de televisión emitido en Rai 1 Ballando con le stelle. En 2024 protagonizó en la película Quasi a casa dirigida por Carolina Pavone.

## Filmografía

### Cine
| Año  | Título                | Personaje       | Director                              |
| ---- | --------------------- | --------------- | ------------------------------------- |
| 2016 | La ragazza del mondo  | Loretta         | Marco Danieli                         |
| 2018 | Ricordi?              |                 | Valerio Mieli                         |
| 2018 | Tafanos               | Cristine        | Riccardo Paoletti                     |
| 2019 | Mollami               | Elena           | Matteo Gentiloni                      |
| 2019 | Bentornato Presidente | Alice           | Giancarlo Fontana y Giuseppe G. Stasi |
| 2023 | Santocielo            |                 | Francesco Amato                       |
| 2024 | Quasi a casa          | Carolina Pavone |                                       |

### Televisión
| Año           | Título                                   | Personaje                          | Cadeña   | Notas         |
| ------------- | ---------------------------------------- | ---------------------------------- | -------- | ------------- |
| 2014-2022     | Don Matteo                               | Anna Olivieri                      | Rai 1    | 46 episodios  |
| 2016          | Baciato dal sole                         | Ángela, la madre biológica de Elio | Rai 1    |               |
| 2016          | L'allieva                                | Giulia Valenti                     | Rai 1    | Episodio 1x02 |
| 2017          | A un paso del cielo (Un passo dal cielo) | Mariella Santorini                 | Rai 1    |               |
| 2017-2019     | Che Dio ci aiuti                         | Asia Pellicano                     | Rai 1    | 6 episodios   |
| 2021, 2023    | Buongiorno, mamma!                       | Anna Della Rosa                    | Canale 5 | 24 episodios  |
| 2021-presente | Blanca                                   | Blanca Ferrando                    | Rai 1    | ¿? episodios  |

### Cortometrajes
| Año  | Título                | Director                |
| ---- | --------------------- | ----------------------- |
| 2012 | La guerra di Arturo   |                         |
| 2012 | Per tre soldi         | Michela Casiere         |
| 2015 | 1989                  | Francesca Mazzoleni     |
| 2016 | Fusa                  | Paolo Strippoli         |
| 2016 | Righe                 | Gino Palumbo            |
| 2016 | Renegade              | Letizia Lamartire       |
| 2016 | 6.2 s                 | Domenico Croce          |
| 2017 | Delicious Perspective | Antonio Padovani        |
| 2018 | Olivia è tornata      | Francesco della Ventura |
| 2019 | I santi giorni        | Rafael Farina Issas     |

### Video musical
| Año  | Título       | Artista     | Director     |
| ---- | ------------ | ----------- | ------------ |
| 2020 | Sembro matto | Max Pezzali | Cosimo Alemà |

## Teatro
| Año        | Título                             | Director            |
| ---------- | ---------------------------------- | ------------------- |
| 2011, 2017 | Chicago                            | Roberto Galano      |
| 2012       | Girotondo                          | Guglielmo Ferraiola |
| 2012       | Il gatto con gli stivali           | Giuseppe Rascio     |
| 2012-2013  | I racconti di Silente              | Paola Capuano       |
| 2016       | Gretel. Un viaggio di solo ritorno | Roberto Galano      |

## Programas de televisión
| Año  | Título                    | Cadeña | Role                                          |
| ---- | ------------------------- | ------ | --------------------------------------------- |
| 2022 | Festival de San Remo 2022 | Rai 1  | Coconductora                                  |
| 2023 | Ballando con le stelle    | Rai 1  | Bailarina por una noche con Pierpaolo Spollon |

## Premios y reconocimientos
| Año  | Premio                              | Categoría              | Trabajo                                   | Resultado |
| ---- | ----------------------------------- | ---------------------- | ----------------------------------------- | --------- |
| 2022 | Nastri d'argento para la Gran Serie | Mejor actriz principal | Blanca                                    | Ganadora  |
| 2022 | Telegatto                           | Por la participación   | Don Matteo y el Festival de San Remo 2022 | Ganadora  |